# 제43회 그래미상
제43회 그래미상은 2001년 2월 21일 캘리포니아주 로스앤젤레스의 스테이플스 센터에서 열렸다. 2000년 음악가들의 업적을 인정했다. 이날 밤 여러 아티스트들이 3개의 상을 받았다. 스틸리 댄은 올해의 앨범을 포함한 상을 받았으며, 그 앨범은 《Two Against Nature》였다. U2는 〈Beautiful Day〉로 올해의 레코드와 올해의 노래를 수상했다. 닥터 드레는 프로듀서 오브 더 이어, 논클래식과 에미넴의 《The Marshall Mathers LP》로 최우수 랩 앨범을 수상했다. 에미넴 자신도 4개 부문 후보에 올라 3개의 상을 받았다. 페이스 힐은 음반 《Breathe》로 최우수 여성 컨트리 보컬 퍼포먼스, 곡의 타이틀 트랙으로 최우수 여성 컨트리 보컬 퍼포먼스, 그리고 팀 맥그로와 함께 〈Let's Make Love〉로 최우수 컨트리 협업 보컬을 수상했다. 마돈나는 〈Music〉으로 시상식의 막을 열었다.

## 공연자
| 아티스트                         | 노래                                              |
| -------------------------------- | ------------------------------------------------- |
| 마돈나 & 릴 보 와우              | 〈Music〉                                         |
| 엔싱크                           | 〈This I Promise You〉                            |
| 돌리 파튼                        | 〈Travelin' Prayer〉                              |
| 데스티니스 차일드                | 〈Independent Women Part I〉 / 〈Say My Name〉    |
| 폴 사이먼                        | 〈You're the One〉                                |
| 페이스 힐                        | 〈Breathe〉                                       |
| U2                               | 〈Beautiful Day〉                                 |
| 셸비 린 & 셰릴 크로              | 〈The Difficult Kind〉                            |
| 테이크 식스 & 넨나 프리런        | 〈Straighten Up and Fly Right〉                   |
| 모비 with 블루 맨 그룹 & 질 스콧 | 〈Natural Blues〉                                 |
| 마르크앙드레 아믈랭              | 레오폴드 고도프스키의 쇼팽 연습곡에 대한 연구 1번 |
| 메이시 그레이                    | 〈I Try〉                                         |
| 크리스티나 아길레라              | 〈Pero Me Acuerdo De Ti〉 / 〈Falsas Esperanzas〉 |
| 에미넴 & 엘튼 존                 | 〈Stan〉                                          |

## 시상자
- 헤더 로클리어 & 키드 록 - 최우수 여성 팝 보컬 퍼포먼스
- 레이 로마노 & 케빈 제임스 - 최우수 팝 보컬 앨범
- 조, 지미 스미츠 & 토니 브랙스턴 - 최우수 랩 앨범
- 마이아 & 시스코 - 최우수 R&B 듀오/그룹 보컬 퍼포먼스
- 빈스 길, 리 앤 워맥 & 글로리아 에스테판 - 최우수 라틴 팝 앨범
- 멀리사 에더리지, 제나 엘프먼 & 카슨 데일리 - 최우수 록 듀오/그룹 보컬 퍼포먼스
- 돌리 파튼 & 브래드 페이즐리 - 최우수 컨트리 앨범
- 샤키라 & 리치 샘보라 - 최우수 신인 아티스트
- 에리카 바두 & 토니 베넷 - 최우수 재즈 보컬 앨범
- 셸비 린 & 셰릴 크로 - 올해의 노래
- 카를로스 산타나 & 조니 미첼 - 올해의 레코드
- 스티비 원더 & 벳 미들러 - 올해의 앨범

## 수상 및 후보

### 종합
올해의 레코드
- 〈Beautiful Day〉 – U2
  - 브라이언 이노와 다니엘 라누아, 프로듀서; 스티브 릴리화이트와 리처드 레이니, 엔지니어/믹서
- 〈Say My Name〉 – 데스티니스 차일드
  - 로드니 저킨스, 프로듀서; 라샨 다니엘스, 브래드 길뎀 및 장 마리 후루, 엔지니어/믹서
- 〈I Try〉 – 메이시 그레이
  - 앤드류 슬레이터, 프로듀서; 데이브 웨이, 엔지니어/믹서
- 〈Music〉 – 마돈나
  - 미르와이스 아흐마드자이와 마돈나, 프로듀서
- 〈Bye Bye Bye〉 – 엔싱크
  - 제이크 슐체와 크리스티안 룬딘, 프로듀서; 마이크 터커, 엔지니어/믹서

올해의 앨범
- 《Two Against Nature》 – 스틸리 댄
  - 월터 베커와 도널드 페이건, 프로듀서; 필 버넷, 로저 니콜스, 데이브 러셀, 엘리엇 샤이너, 엔지니어/믹서
- 《Midnite Vultures》 – 벡 (음악가)
  - 벡 핸슨과 더스트 브라더스, 프로듀서
- 《The Marshall Mathers LP》 – 에미넴
  - 제프 배스, 마크 배스, 닥터 드레, 토미 코스터, 에미넴, 더 45 킹, 프로듀서; 리치 베렌스, 마이크 버틀러, 크리스 콘웨이, 롭 에블링, 미셸 포브스, 리처드 후레디아, 스티브 킹, 아론 렙리, 제임스 맥크론, 아카네 나카무라, 랜스 피에르, 엔지니어/믹서
- 《Kid A》 – 라디오헤드
  - 라디오헤드, 프로듀서; 나이절 고드리치, 엔지니어/믹서
- 《You're the One》 – 폴 사이먼
  - 폴 사이먼, 프로듀서; 앤디 스미스, 엔지니어/믹서

올해의 노래
- 〈Beautiful Day〉
  - U2, 작곡가 (U2)
- 〈Breathe〉
  - 스테파니 벤틀리와 홀리 라마, 작곡가 (페이스 힐)
- 〈I Hope You Dance〉
  - 마크 D. 샌더스와 티아 실러즈, 작곡가 (리 앤 워맥)
- 〈I Try〉
  - 메이시 그레이, 임진수, 제레미 루줌나, 데이비드 와일더, 작곡가 (메이시 그레이)
- 〈Say My Name〉
  - 라샨 다니엘스, 프레드 저킨스 3세, 로드니 저킨스, 비욘세, 레토야 러켓, 라타비아 로버슨, 켈리 롤런드, 작곡가 (데스티니스 차일드)

최우수 신인 아티스트
- 셸비 린
- 브래드 페이즐리
- 파파 로치
- 질 스콧
- 시스코

### 얼터너티브
최우수 얼터너티브 뮤직 앨범
- 《Kid A》 – 라디오헤드
- 《When the Pawn...》 – 피오나 애플
- 《Midnite Vultures》 – 벡 (음악가)
- 《Bloodflowers》 – 더 큐어
- 《Liverpool Sound Collage》 – 폴 매카트니

### 블루스
최우수 전통 블루스 앨범
- 사이먼 클라이미 (프로듀서), 앨런 더글라스 (엔지니어), 에릭 클랩튼 (프로듀서 겸 아티스트), B.B. 킹 for 《Riding with the King

최우수 컨템포러리 블루스 앨범
- 토니 브라운젤 (프로듀서), 조 맥그래스, 테리 벡커 (엔지니어/믹서), 타지 마할과 팬텀 블루스 밴드 for Shoutin' in Key

### 어린이
- 최우수 어린이 음반
  - 조셉 미컬린 (엔지니어/믹서 겸 프로듀서), 댄 루딘 및 브렌트 트루잇 (엔지니어/믹서), 라이더스 인 더 스카이 (요들링 카우걸 제시 역의 데번 도슨 참여) for 《우디의 라운드업: 우디가 가장 좋아하는 노래 모음》
- 최우수 어린이 스포큰 워드 앨범
  - 데이비드 랩킨 (프로듀서) 및 짐 데일 for 《해리 포터와 불의 잔》

### 코미디
- 1994년부터 2003년까지는 아래 〈스포큰〉 분야의 "최우수 스포큰 코미디 앨범"을 참조.

### 클래식
- 최우수 오케스트라 퍼포먼스
  - 스티븐 존스 (프로듀서), 마이크 클레멘츠 (엔지니어), 사이먼 래틀 (지휘자) and 베를린 필하모니 관현악단 for 《말러: 교향곡 10번》
- 최우수 클래식 보컬 퍼포먼스
  - 크리스토퍼 레이번 (프로듀서), 조나단 스톡스 (엔지니어), 체칠리아 바르톨리 and 일 지아르디노 아르모니코 for 《The 비발디 앨범 (Dell'aura al sussurrar; Alma oppressa, Etc.)》
- 최우수 오페라 레코딩
  - 마틴 사우어 (프로듀서), 장 샤토레 (엔지니어), 켄트 나가노 (지휘자), 킴 베글리, 디트리히 피셔디스카우, 디트리히 헨셸, 마르쿠스 홀롭, 에바 제니스, 토르스텐 케를 and 리옹 국립 오페라 오케스트라 for 《부소니: 파우스트 박사》
- 최우수 합창 퍼포먼스
  - 카렌 윌슨 (프로듀서), 돈 하더 (엔지니어), 헬무트 릴링 (지휘자) and 오레곤 바흐 페스티벌 오케스트라 앤 코러스 for 《펜데레츠키: 크레도》
- 최우수 기악 솔리스트 퍼포먼스 (오케스트라와 함께)
  - 그레이스 로우 (프로듀서), 찰스 하버트 (엔지니어), 로저 노링턴 (지휘자), 조슈아 벨 and 런던 필하모닉 오케스트라 for 《모우: 바이올린 협주곡》
- 최우수 기악 솔리스트 퍼포먼스 (오케스트라 없이)
  - 토비아스 레만 (프로듀서), 옌스 슈네만 (엔지니어) and 샤론 이스빈 for 《꿈의 세계 (라우로, 루이스-피포, 듀어트 등의 작품)》
- 최우수 소규모 앙상블 퍼포먼스 (지휘 유무 관계없이)
  - 크리스티안 가우슈 (프로듀서), 볼프-디터 카르바트키 (엔지니어) and 오르페우스 챔버 오케스트라 for 《그림자 춤 (스트라빈스키 미니어처 - 탱고; 모음곡 1번; 옥텟 등)》
- 최우수 실내악 퍼포먼스
  - 다훙 시투, 맥스 윌콕스 (프로듀서 및 엔지니어) and 에머슨 현악 사중주단 for 《쇼스타코비치: 현악 사중주》
- 최우수 현대 클래식 작곡
  - 조지 크럼 (작곡가) and 토머스 콘린 for 《크럼: 스타 차일드》
- 최우수 클래식 앨범
  - 다훙 시투 및 맥스 윌콕스 (프로듀서 및 엔지니어), 에머슨 현악 사중주단 for 《쇼스타코비치: 현악 사중주》
- 최우수 클래식 크로스오버 앨범
  - 스티븐 엡스타인 (프로듀서), 리처드 킹 (엔지니어), 요요 마, 에드거 메이어 and 마크 오코너 for 《애팔래치아 저니》

### 작곡 및 편곡
- 최우수 기악 작곡
  - 존 윌리엄스 (작곡가) (작곡가) for "《안젤라스 애쉬스》 주제곡"
- 최우수 영화, TV 또는 기타 시각 미디어를 위한 노래
  - 랜디 뉴먼 (작곡가) for "When She Loved Me" (《토이 스토리 2》 삽입곡) performed by 세라 매클라클런
- 최우수 영화, TV 또는 기타 시각 미디어를 위한 스코어 사운드트랙 앨범
  - 빌 번스타인, 토머스 뉴먼 (프로듀서), 데니스 샌즈, 토머스 뉴먼 (엔지니어) and 토머스 뉴먼 (작곡가) for 《아메리칸 뷰티》
- 최우수 기악 편곡
  - 칙 코리아 (편곡자) for "섹스텟과 오케스트라를 위한 스페인"
- 최우수 보컬과 함께하는 기악 편곡
  - 빈스 멘도자 (편곡자) for "Both Sides Now" performed by 조니 미첼

### 컨트리
- 최우수 여성 컨트리 보컬 퍼포먼스
  - 페이스 힐 for 〈Breathe〉
- 최우수 남성 컨트리 보컬 퍼포먼스
  - 조니 캐시 for 〈Solitary Man〉
- 최우수 컨트리 듀오/그룹 보컬 퍼포먼스
  - 어슬립 앳 더 휠 for 〈Cherokee Maiden〉
- 최우수 컨트리 협업 보컬
  - 페이스 힐 and 팀 맥그로 for 〈Let's Make Love〈
- 최우수 컨트리 기악 퍼포먼스
  - 앨리슨 브라운 and 벨라 플렉 for 〈Leaving Cottondale〉
- 최우수 컨트리 노래
  - 마크 D. 샌더스 and 티아 실러즈 (작곡가) for "I Hope You Dance" performed by 리 앤 워맥
- 최우수 컨트리 앨범
  - 바이런 갤리모어 (프로듀서), 줄리안 킹, 마이크 시플리 (엔지니어/믹서) and 페이스 힐 (프로듀서 겸 아티스트) for 《Breathe》
- 최우수 블루그래스 앨범
  - 스티브 버킹엄 (프로듀서), 개리 파조사 (엔지니어/믹서) and 돌리 파튼 for 《The Grass Is Blue》

### 영화/TV/미디어
- 최우수 영화, TV 또는 기타 시각 미디어를 위한 컴필레이션 사운드트랙 앨범
  - 대니 브램슨 and 카메론 크로우 (프로듀서) for 《올모스트 페이머스》 performed by various artists

### 포크
- 최우수 전통 포크 앨범
  - 마크 리넷 (엔지니어) and 데이브 앨빈 (프로듀서 겸 아티스트) for Public Domain - Songs from the Wild Land
- 최우수 컨템포러리 포크 앨범
  - 맬컴 번 (엔지니어 겸 프로듀서), 짐 와츠 (엔지니어) and 에밀루 해리스 for 《Red Dirt Girl》
- 최우수 아메리카 원주민 음악 앨범
  - 톰 비 (프로듀서) and 더글러스 스포티드 이글 (프로듀서 겸 엔지니어/믹서) for 《Gathering of Nations Pow Wow》 performed by various artists

### 가스펠
- 최우수 팝/컨템포러리 가스펠 앨범
  - 데니스 헤링 (프로듀서 겸 엔지니어/믹서), 리치 해설 (엔지니어/믹서) and 재스 오브 클레이 for If I Left the Zoo
- 최우수 록 가스펠 앨범
  - 디노 엘레판테, 존 엘레판테 (프로듀서), 데이비드 홀, J.R. 맥닐리 (엔지니어/믹서) and 페트라 for 《Double Take》
- 최우수 전통 소울 가스펠 앨범
  - 버바 스미스, 마이클 E. 매티스 (프로듀서) and 셜리 시저 (프로듀서 겸 아티스트) for You Can Make It
- 최우수 컨템포러리 소울 가스펠 앨범
  - 와린 캠벨 (프로듀서) and 메리 메리 for 《Thankful》
- 최우수 서던, 컨트리 또는 블루그래스 가스펠 앨범
  - 브렌트 킹, 앨런 슐먼 (엔지니어), 리키 스캑스 (프로듀서 겸 아티스트) and 켄터키 선더 for Soldier of the Cross
- 최우수 가스펠 합창단 또는 합창단 앨범
  - 캐롤 심발라 and 올리버 웰스 (프로듀서) for Live - God Is Working performed by 브루클린 태버내클 합창단

### 역사
- 최우수 역사 앨범
  - 스티브 버코비츠, 세스 로스틴 (프로듀서), 필 샤프 (프로듀서 겸 엔지니어), 마이클 브룩스, 세스 포스터, 앤드레아스 마이어, 우디 포른피타스욱, 켄 로버트슨, 톰 러프 and 마크 와일더 (엔지니어) for 《루이 암스트롱: 더 컴플리트 핫 파이브 앤 핫 세븐 레코딩

### 재즈
- 최우수 재즈 기악 솔로
  - 팻 메스니 for "(Go) Get It"
- 최우수 재즈 기악 앨범, 개인 또는 그룹
  - 롭 '와코' 헌터 (엔지니어/믹서 겸 프로듀서), 브랜퍼드 마살리스 (프로듀서) and 브랜퍼드 마살리스 콰르텟 for 《컨템포러리 재즈》
- 최우수 대형 재즈 앙상블 앨범
  - 제임스 파버 (엔지니어/믹서) and 조 로바노 (프로듀서 겸 아티스트) for 《52번가 테마》
- 최우수 재즈 보컬 앨범
  - 에릭 조블러 (엔지니어/믹서), 조지 듀크 (프로듀서) and 다이앤 리브스 for 《인 더 모먼트 – 라이브 인 콘서트》
- 최우수 컨템포러리 재즈 앨범
  - 리처드 바탈리아, 로버트 바탈리아 (엔지니어/믹서), 벨라 플렉 (엔지니어/믹서 겸 프로듀서) and 벨라 플렉 앤 더 플렉톤스 for 《아웃바운드》
- 최우수 라틴 재즈 앨범
  - 존 파우스티 (엔지니어/믹서) and 추초 발데스 for 《빌리지 뱅가드 라이브》

### 라틴
- 최우수 라틴 팝 앨범
  - 아담 블랙번, 에릭 실링, 마르셀로 아네스, 세바스티안 크리스 (엔지니어), 팀 미첼 (프로듀서) and 샤키라 (프로듀서 겸 아티스트) for 샤키라 - MTV Unplugged
- 최우수 전통 트로피컬 라틴 앨범
  - 프레디 피네로 주니어, 구스타보 셀리스, 하비에르 가르자, 마우리시오 게레로, 스콧 칸토, 세바스티안 크리스 (엔지니어), 에밀리오 에스테판, 조지 노리에가, 로버트 블레이즈 (프로듀서) and 글로리아 에스테판 for Alma Caribeña
- 최우수 멕시코/멕시코계 미국인 앨범
  - 카를로스 세발로스 (엔지니어/믹서) and 페페 아길라르 (프로듀서 겸 아티스트) for Por Una Mujer Bonita
- 최우수 라틴 록/얼터너티브 앨범
  - 움베르토 가티카 (엔지니어 겸 프로듀서) and 라 레이 for Uno
- 최우수 테하노 앨범
  - 에드워드 페레즈, 그렉 가르시아, (엔지니어), 프레디 마르티네스, 휴고 게레로 (엔지니어 겸 프로듀서) and 더 레전드 for ¿Qué Es Música Tejana?
- 최우수 살사 앨범
  - 존 파우스티 (엔지니어/믹서), 에디 팔미에리 and 티토 푸엔테 (프로듀서 겸 아티스트) for Masterpiece/Obra Maestra
- 최우수 메렝게 앨범
  - 데이비드 휴잇 and 헥토르 이반 로사 (엔지니어/믹서) and 올가 타뇬 (프로듀서 겸 아티스트) for Olga Viva, Viva Olga

### 뮤지컬 쇼
- 최우수 뮤지컬 쇼 앨범
  - 프랭크 필립피티 (엔지니어/믹서 겸 프로듀서), 가이 바빌론 및 폴 보가예프, 크리스 몬탄 (프로듀서), 엘튼 존 (작곡가), 팀 라이스 (작사가) and 오리지널 브로드웨이 캐스트 for 《엘튼 존 앤 팀 라이스 아이다》

### 뮤직 비디오
- 최우수 장편 뮤직 비디오
  - 김미 섬 트루스 - 존 레논의 이매진 앨범 제작기 - 앤드류 솔트 (비디오 감독 겸 프로듀서); 그렉 바인스, 레슬리 통 and 오노 요코 (비디오 프로듀서)
- 최우수 단편 뮤직 비디오
  - "Learn To Fly" - 푸 파이터스 (아티스트); 제시 페레츠 (비디오 감독); 티나 나카네 (비디오 프로듀서)

### 뉴 에이지
최우수 뉴 에이지 앨범
- 《Thinking of You》-키타로 (음악가)

### 패키징 및 노트
- 최우수 녹음 패키지
  - 케빈 리건 (아트 디렉터) for 《Music》 performed by 마돈나
- 최우수 박스 녹음 패키지
  - 아놀드 레빈 and 프랭크 하킨스 (아트 디렉터) for 마일스 데이비스와 존 콜트레인: 더 컴플리트 컬럼비아 레코딩 1955-1961 performed by 마일스 데이비스 and 존 콜트레인
- 최우수 앨범 노트
  - 밥 블루멘탈 (노트 작가) for 마일스 데이비스와 존 콜트레인: 더 컴플리트 컬럼비아 레코딩 1955-1961 performed by 마일스 데이비스 and 존 콜트레인

### 폴카
최우수 폴카 앨범
- 《Touched by a Polka》 - 지미 스터

### 팝
최우수 여성 팝 보컬 퍼포먼스
- 〈I Try〉 - 메이시 그레이
- 〈What a Girl Wants〉 - 크리스티나 아길레라
- 〈Music〉 - 마돈나
- 〈Save Me〉 - 에이미 맨
- 〈Both Sides Now〉 - 조니 미첼
- 〈Oops!...I Did It Again〉 - 브리트니 스피어스

최우수 남성 팝 보컬 퍼포먼스
- 〈She Walks This Earth〉 - 스팅
- 〈You Sang to Me〉 - 마크 앤서니
- 〈Taking You Home〉 - 돈 헨리
- 〈She Bangs〉 - 리키 마틴
- 〈6, 8, 12〉 - 브라이언 맥나이트

최우수 팝 듀오/그룹 보컬 퍼포먼스
- 〈Cousin Dupree〉 - 스틸리 댄
- 〈Show Me the Meaning of Being Lonely〉 - 백스트리트 보이스
- 〈Pinch Me〉 - 베어네이키드 레이디스
- 〈Breathless〉 - 코어즈
- 〈Bye Bye Bye〉 - 엔싱크

최우수 팝 협업 보컬
- 〈Is You Is or Is You Ain't My Baby〉 - B.B. 킹 and 닥터 존
- 〈Thank God I Found You〉 - 머라이어 캐리, 98 디그리스 and 조
- 〈The Difficult Kind〉 - 셰릴 크로 and 세라 매클라클런
- 〈All the Way〉 - 셀린 디옹 and 프랭크 시나트라
- 〈Turn Your Lights Down Low〉 - 로린 힐 and 밥 말리

최우수 팝 기악 퍼포먼스
브라이언 세처 오케스트라가 공연한 〈Caravan〉으로 브라이언 세처
최우수 댄스 레코딩
마이클 망기니, 스티브 그린버그 (프로듀서 겸 믹서) and 바하 멘 for 〈Who Let the Dogs Out〉
최우수 팝 보컬 앨범
- 《Two Against Nature》 - 스틸리 댄
- 《Music》 - 마돈나
- 《Oops!... I Did It Again》 - 브리트니 스피어스
- 《No Strings Attached》 - 엔싱크
- 《Inside Job》 - 돈 헨리

최우수 팝 기악 앨범
- 《Symphony No. 1》 - 조 잭슨

### 제작 및 엔지니어링
최우수 엔지니어드 앨범, 논클래식
- 데이브 러셀, 엘리엇 샤이너, 필 버넷, 로저 니콜스 (엔지니어) for Two Against Nature performed by 스틸리 댄

최우수 엔지니어드 앨범, 클래식
- 존 M. 이거 (엔지니어) for 《드보르자크: 레퀴엠, 작품번호 89; 교향곡 9번, 작품번호 95 "신세계로부터"

올해의 프로듀서, 논클래식
- 닥터 드레

올해의 프로듀서, 클래식
- 스티븐 엡스타인

올해의 리믹서, 논클래식
- 헥스 헥터

### R&B
최우수 여성 R&B 보컬 퍼포먼스
- 〈He Wasn't Man Enough〉 - 토니 브랙스턴
- 〈Try Again〉 - 알리야 (가수)
- 〈Bag Lady〉 - 에리카 바두
- "As We Lay" - 켈리 프라이스
- "Gettin' in the Way" - 질 스콧

최우수 남성 R&B 보컬 퍼포먼스
- 〈Untitled (How Does It Feel)〉 - 디앤절로
- 〈I Wanna Know〉 - 조
- 〈I Wish〉 - R. 켈리
- 〈Stay or Let It Go〉 - 브라이언 맥나이트
- 〈Thong Song〉 - 시스코

최우수 R&B 듀오/그룹 보컬 퍼포먼스
- 〈Say My Name〉 - 데스티니스 차일드
- 〈Pass You By〉 - 보이즈 투 멘
- 〈911〉 - 와이클리프 장 & 메리 J. 블라이즈
- 〈Dance Tonight〉 - 루시 펄
- "Coming Back Home" - 비비 위넌스, 조 & 브라이언 맥나이트

최우수 전통 R&B 보컬 앨범
- Ear-Resistible - 템테이션스
- 〈All the Man You Need〉 - 윌 다우닝
- "Cool" - 조지 듀크
- "That's For Sure" - 제프리 오스본
- "Gotta Get the Groove Back" - 조니 테일러

최우수 R&B 노래
- 〈Say My Name〉
  - 라샨 다니엘스, 프레드 저킨스 3세, 로드니 저킨스, 비욘세, 레토야 러켓, 라타비아 로버슨, 켈리 롤런드, 작곡가 (데스티니스 차일드)
- 〈Bag Lady〉
  - 에리카 바두, 작곡가 (에리카 바두)
- 〈He Wasn't Man Enough〉
  - 라샨 다니엘스, 프레드 저킨스 3세, 로드니 저킨스, & 하비 메이슨 주니어, 작곡가 (토니 브랙스턴)
- 〈Thong Song〉
  - 마크 앤드류스, 팀 켈리, & 밥 로빈슨, 작곡가 (시스코)
- 〈Untitled (How Does It Feel)〉
  - 디앤절로 & 래피얼 서디크, 작곡가 (디앤절로)

최우수 R&B 앨범
- Voodoo - 디앤절로
- 《Nathan Michael Shawn Wanya》 - 보이즈 투 멘
- 《The Heat》 - 토니 브랙스턴
- 《My Name Is Joe》 - 조
- 《Who Is Jill Scott? Words and Sounds Vol. 1》 - 질 스콧
- 《Unleash the Dragon》 - 시스코

### 랩
최우수 랩 솔로 퍼포먼스
- 〈The Real Slim Shady〉 – 에미넴
- 〈The Light〉 – 코먼
- 〈Party Up (Up in Here)〉 – DMX
- 〈Shake Ya Ass〉 – 미스티컬
- 〈Country Grammar〉 – 넬리

최우수 랩 듀오/그룹 퍼포먼스
- 〈Forgot About Dre〉 – 닥터 드레 featuring 에미넴
- 〈Alive〉 – 비스티 보이즈
- 〈Oooh.〉 – 데 라 솔 featuring 레드맨
- 〈The Next Episode〉 – 닥터 드레 featuring 스눕 독
- 〈Big Pimpin'〉 – 제이Z featuring 유지케이

최우수 랩 앨범
- The Marshall Mathers LP – 에미넴
- 《... And Then There Was X》 – DMX
- 《닥터 드레 – 2001》 – 닥터 드레
- 《Vol. 3... Life and Times of S. Carter》 – 제이Z
- 《Country Grammar》 – 넬리

### 레게
최우수 레게 앨범
- Art and Life - 비니 맨

### 록
최우수 여성 록 보컬 퍼포먼스
- 〈There Goes the Neighborhood (Live)" – 셰릴 크로
- 〈Paper Bag〉 – 피오나 애플
- "Enough Of Me" – 멀리사 에더리지
- 〈So Pure〉 – 앨러니스 모리세트
- 〈Glitter in Their Eyes〉 – 패티 스미스

최우수 남성 록 보컬 퍼포먼스
- 〈Again〉 – 레니 크래비츠
- 〈Thursday's Child〉 – 데이비드 보위
- 〈Things Have Changed〉 – 밥 딜런
- "Workin' It" – 돈 헨리
- 〈Into The Void〉 – 나인 인치 네일스

최우수 록 듀오/그룹 보컬 퍼포먼스
- 〈Beautiful Day〉 – U2
- 〈It's My Life〉 – 본 조비
- 〈With Arms Wide Open〉 – 크리드
- 〈Learn to Fly〉 – 푸 파이터스
- 〈Californication〉 – 레드 핫 칠리 페퍼스

최우수 하드 록 퍼포먼스
- 〈Guerrilla Radio〉 – 레이지 어게인스트 더 머신
- 〈American Bad Ass〉 – 키드 록
- 〈Take A Look Around (Theme From "M:I-2")〉 – 림프 비즈킷
- 〈Grievance〉 – 펄 잼
- 〈Down〉 – 스톤 템플 파일럿츠

최우수 메탈 퍼포먼스
- 〈Elite〉 – 데프톤스
- 〈The Wicker Man〉 – 아이언 메이든
- 〈Astonishing Panorama of the Endtimes〉 – 마릴린 맨슨
- 〈Revolution Is My Name〉 – 판테라
- 〈Wait and Bleed〉 – 슬립낫

최우수 록 기악 퍼포먼스
- 마이클 카멘 (지휘자), 메탈리카 및 샌프란시스코 교향악단 for "The Call of Ktulu"
- 피터 프램프턴 – "Off the Hook"
- 피시 – 〈First Tube〉
- 조 새트리아니 – 〈Engines of Creation〉
- 케니 웨인 셰퍼드 밴드 – 〈Electric Lullaby〉

최우수 록 노래
- 〈With Arms Wide Open〉
  - 스콧 스탭 and 마크 트레몬티, 작곡가 (크리드)
- 〈Kryptonite〉
  - 브래드 아놀드, 토드 해럴, 매트 로버츠, 작곡가 (3 도어스 다운)
- 〈Again〉
  - 레니 크래비츠, 작곡가 (레니 크래비츠)
- 〈Bent〉
  - 롭 토머스, 작곡가 (매치박스 트웬티)
- 〈Californication〉
  - 플리, 존 프루시안테, 앤서니 키디스, 채드 스미스, 작곡가 (레드 핫 칠리 페퍼스)

최우수 록 앨범
- There Is Nothing Left to Lose - 푸 파이터스
- 《Crush》 - 본 조비
- 《Mad Season》 - 매치박스 트웬티
- 《Return of Saturn》 - 노 더우트
- 《The Battle of Los Angeles》 - 레이지 어게인스트 더 머신

### 스포큰
- 최우수 스포큰 워드 앨범
  - 릭 해리스, 존 런넷 (프로듀서) and 시드니 포이티어 for The Measure of a Man
- 최우수 스포큰 코미디 앨범
  - 존 런넷 (프로듀서) and 조지 칼린 for 《브레인 드롭핑스》

### 전통 팝
최우수 전통 팝 보컬 앨범
- 앨런 사이드스, 제프 포스터 (엔지니어/믹서), 래리 클라인 (프로듀서) and 조니 미첼 (프로듀서 겸 아티스트) for Both Sides, Now

### 월드
최우수 월드 뮤직 앨범
- 무기 카나치오 (엔지니어/믹서 겸 프로듀서), 카에타누 벨로주 (프로듀서) and 주앙 지우베르투 for João Voz e Violão

## 특별 공로상
- 뮤지케어스 올해의 인물
  - 폴 사이먼
- 평생 공로상
  - 비치 보이스
  - 토니 베넷
  - 새미 데이비스 주니어
  - 밥 말리
  - 더 후

## 여담
- 스틸리 댄이 수상한 세 개의 상은 그들의 첫 그래미 수상이었다.
- 에미넴의 논란이 많았던 《The Marshall Mathers LP》는 올해의 앨범을 포함해 여러 부문에 후보로 올랐으며, 논란을 일으켰다. GLAAD와 다른 단체들을 대표하는 200명의 시위자들이 스테이플스 센터 밖에 모여 에미넴의 앨범이 동성애 혐오적이고 성차별적이라고 주장하며 시위를 벌였다. 그는 이러한 주장에 대한 응답으로 시상식에서 공공연히 게이 음악가인 엘튼 존과 듀엣으로 히트 싱글 〈Stan〉을 공연했다. 이 버전은 에미넴의 2005년 컴필레이션 앨범 《Curtain Call: The Hits》의 마지막 트랙으로도 수록되어 있다.